# Christos Androutsos
Chritos Androutsos (Kìos, 7 gennaio 1869 – Atene, 3 novembre 1937) è stato un teologo greco.
Insegnò ad Atene dal 1912 al 1918 e dal 1925 al 1937. Fu autore di lavori su Platone e sulla Teologia ortodossa.